# Haworthia cooperi var. isabellae
Haworthia cooperi var. isabellae, és una varietat de Haworthia cooperi del gènere Haworthia de la subfamília de les asfodelòidies.

## Descripció
Haworthia cooperi var. isabellae és prolífica amb rosetes de 3 a 5 cm de diàmetre. A la natura sovint formen cúmuls més grans. Té fulles estretes de color verd clar amb espines marginals força denses i relativament llargues.

## Distribució i hàbitat
Aquesta varietat creix a la província sud-africana del Cap Oriental, des de Baviaanskloof a l'oest fins a Humansdorp a l'est. És una espècie molt variable: en mida de roseta o fulles.

## Taxonomia
Haworthia cooperi var. isabellae va ser descrita per (Poelln.) M.B.Bayer i publicat a Haworthiad 16: 65, a l'any 2002.
Etimologia
Haworthia: nom en honor del botànic britànic Adrian Hardy Haworth (1767-1833).
cooperi: epítet que honora al botànic i explorador de plantes anglès Thomas Cooper (1815-1913) que va recol·lectar plantes a Sud-àfrica del 1859 al 1862.
var. isabellae: epítet en honor d'Isabella King.
Sinonímia
- Haworthia isabellae Poelln., Repert. Spec. Nov. Regni Veg. 44: 226 (1938). (Basiònim/Sinònim substituït)
- Haworthia gracilis var. isabellae (Poelln.) M.B.Bayer, Haworthia Revisited: 77 (1999).[5]